# Alkalmazott nyelvészet
Az alkalmazott nyelvészet egy interdiszciplináris terület, amely azonosítja, vizsgálja és megoldásokat kínál a nyelvekkel kapcsolatos valós problémákra. Az alkalmazott nyelvészet kapcsolatban áll olyan szakterületekkel, mint az oktatás, a pszichológia, a kommunikáció kutatása, az antropológia és a szociológia. 

## Terület
Az alkalmazott nyelvészet egy interdiszciplináris terület . Az alkalmazott nyelvészet legfontosabb ágazatai a kétnyelvűség és a többnyelvűség, a beszélgetés elemzése, a kontrasztív nyelvészet, a jelnyelvi nyelv, a nyelviértékelés, az írástudás, a diskurzuselemzés, a nyelvoktatás, a második nyelv elsajátítása, a nyelvtervezés, az interlingvisztika, a stilisztika, a pragmatika, a kriminalisztikai nyelvészet és a fordítás. 

## Folyóiratok
A szakterület főbb folyóiratai között szerepel: 
- Annual Review of Applied Linguistics
- Applied Linguistics
- European Journal of Applied Linguistics
- International Review of Applied Linguistics
- International Journal of Applied Linguistics
- Issues in Applied Linguistics
- Journal of Applied Linguistics
- Journal of Second Language Writing
- Language Learning
- Language and Education
- Language Teaching
- Language Testing
- Linguistics and Education
- The Modern Language Journal
- Second Language Research
- System
- TESOL Quarterly

## Történet
Az alkalmazott nyelvészet 1950-es évek végén jött létre a generatív nyelvészet elterjedésekor.
Bár az alkalmazott nyelvészet Európából és az Egyesült Államokból indult, hamar virágzásnak indult az egész világon.   

## Szervezetek
Az Alkalmazott Nyelvészet Nemzetközi Szövetségét 1964-ben alapították Franciaországban (franciául: Association Internationale de Linguistique Appliquée vagy AILA). Az AILA több mint harminc országban rendelkezik képviselettel.

## További irodalom
- Berns, M. és Matsuda, PK (2006). Alkalmazott nyelvészet: Áttekintés és történelem . K. Brown (szerk.): A nyelv és nyelvészet enciklopédia (2. kiadás; pp.)   394-405). Oxford, Egyesült Királyság: Elsevier.
- Cook, G. (2003) Alkalmazott nyelvészet (az Oxford Introduction to Language Study sorozatban), Oxford: Oxford University Press.
- Davies, A. és Elder, C. (szerk.) (2004) Handbook of Applied Linguistics, Oxford / Malden, MA: Blackwell.
- Hall, CJ, Smith, PH és Wicaksono, R. (2017). Az alkalmazott nyelvészet térképezése. Útmutató diákok és gyakorlók számára . (2. kiadás ) London: Routledge.
- Spolsky, B., és Hult, FM (szerk.). (2008). Oktatási nyelvészet kézikönyve. Malden, MA: Blackwell.
- Johnson, Keith és Johnson, Helen (1999) Alkalmazott nyelvészeti enciklopédikus szótár, Oxford / Malden, MA: Blackwell.
- McCarthy, Michael (2001) Alkalmazott nyelvészet kérdései, Cambridge University Press.
- Pennycook, Alastair (2001) Kritikus alkalmazott nyelvészet: Kritikus bevezetés, London: Lawrence Erlbaum Associates.
- Schmitt, Norbert (2002) Bevezetés az alkalmazott nyelvészetbe, London: Arnold.

## Fordítás
- Ez a szócikk részben vagy egészben  az   Applied linguistics című angol Wikipédia-szócikk ezen változatának fordításán alapul.  Az eredeti cikk szerkesztőit annak laptörténete sorolja fel. Ez a jelzés csupán a megfogalmazás eredetét és a szerzői jogokat jelzi, nem szolgál a cikkben szereplő információk forrásmegjelöléseként.